# Bière à étiquette
Ne doit pas être confondu avec Bière à façon.
Une bière à étiquette est une bière classique d'une brasserie qui est commercialisée sous une étiquette différente représentant une autre marque de bière, un événement, des festivités publiques ou privées ou une commande d'un particulier. La bière originale s'appelle « bière mère ». Une bouteille de bière à étiquette contient donc exactement le même produit qu'une bouteille de bière mère.

## Bière à étiquette et bière à façon
Il ne faut pas confondre la bière à étiquette avec la bière à façon : cette dernière est une bière originale brassée dans une brasserie de production mais commercialisée le plus souvent d'une manière durable par une autre entreprise, comme une brasserie de distribution, une confrérie, un groupement culturel ou un club sportif, suivant la quantité commandée.

## En Belgique
Cette pratique est très courante en Belgique, particulièrement pour des marques vendues dans certains supermarchés[réf. nécessaire].

## Exemples
- La bière d'abbaye Bornem Tripel est la bière mère des bières Maerlant Damse Tripel, Abdij van Roosenberg Tripel et Keizersberg.